# Дворучна пилка
Дворучна пилка — інструмент для різання (розпилювання) деревини. Виконується у вигляді металевої пластини, на робочій крайці якої розташовані зуби. Довжина полотна, як правило, від 1 до 4 м, також уживались пилки до 5 м завдовжки. Ручки, як правило, дерев'яні. Найпродуктивніша з ручних пилок.

## Історія

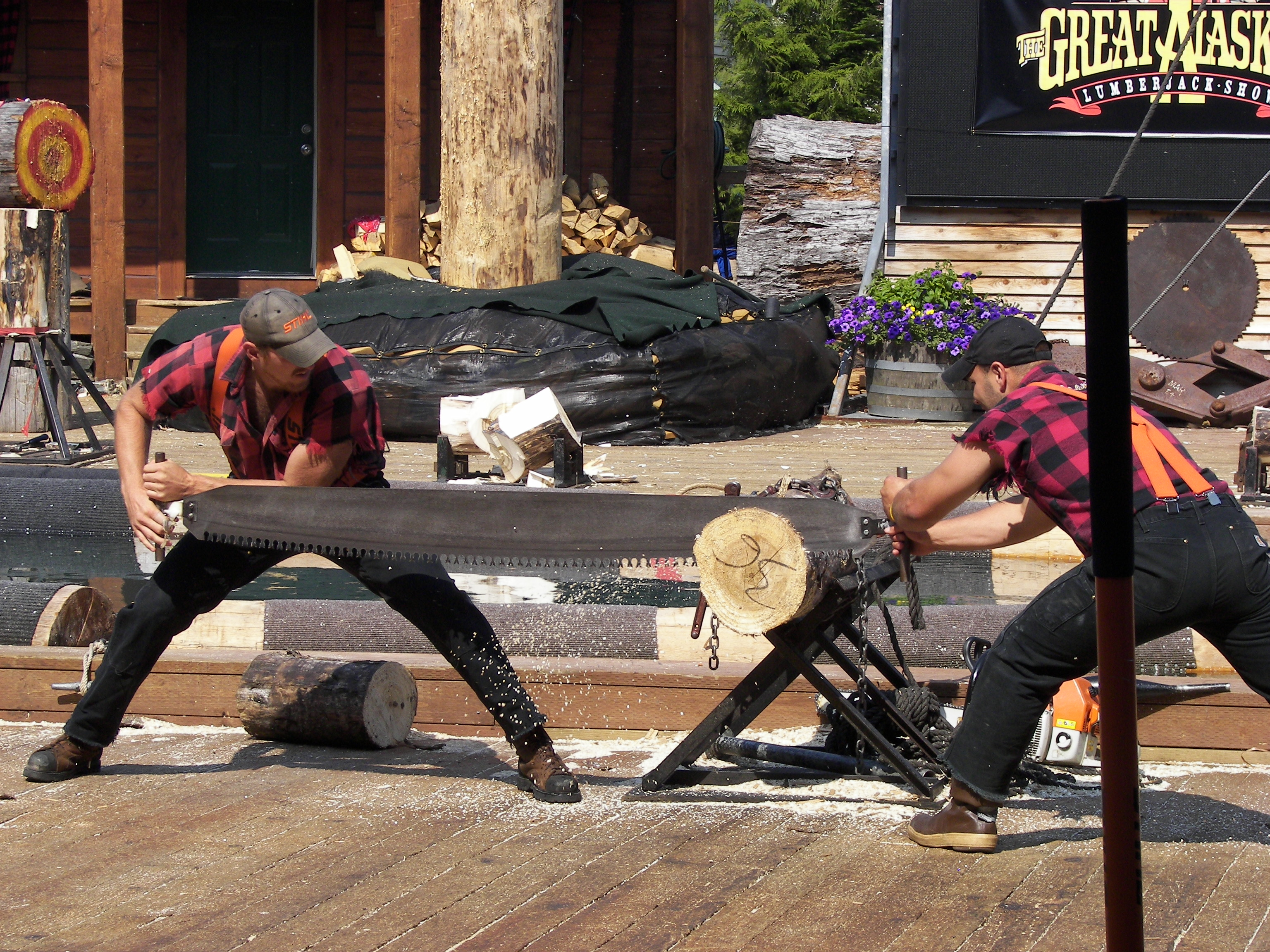
Пиляння колоди на козлах

Дворучні пилки були відомі ще давнім римлянам, але у Європі набули поширення лише у середині XV століття. Надалі з'явилось кілька різновидів дворучних пилок, але основними є два типи: для ваління дерев і для поперечного розпилювання колод. Вони розрізнювались шириною полотна: у пилок для ваління дерев полотно було вужчим, що сприяло легшому вставлянню валильних клинів, у той час як розпиляльна пилка мала ширше полотно, що зміцнювало її конструкцію. Довжина пилок не перевищувала 5 м, але для ваління особливо товстих дерев (секвоядендронів) кілька полотен спаювали разом, отримуючи пилки більшої довжини.
Колись дворучна пилка разом з лісорубною сокирою були єдиними знаряддями ваління дерев. Зараз для цих цілей частіше використовують бензопилки. Зараз такі пилки здебільшого уживать для пиляння дров. Пиляти колоду, що лежить на землі, як і будь-яким іншим інструментом, важко (під власною вагою колода осідає й затискає місце пропилу). Для нормальної роботи необхідні підкладки або козла. Пиляти дворучною пилкою за певної вправності можна й наодинці: коротку держать обома рукама, для роботи довгою пилкою один кінець доводиться прикріпляти до стійки пружиною або гумовою стрічкою.
Для якісної і легкої роботи дворучною пилкою дуже важливі правильне загострення та розведення зубів.

## Різновиди дворучних пилок

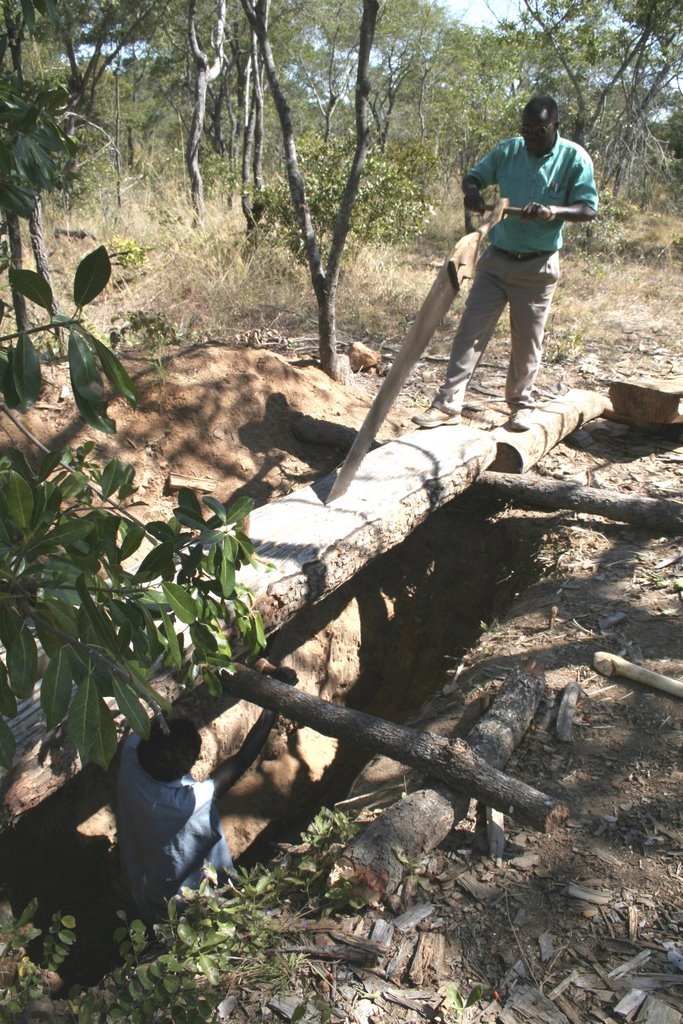
Робота подовжньою дворучною пилкою (Замбія)

- Дворучна пилка з суцільним полотном — дворучна пилка у вигляді сталевого полотна з двома ручками на кінцях. Полотно може бути як вузьким, так і широким, часто з ширшою середньою частиною. Уживається як у теслярстві, так і у хатньому господарстві для пиляння дров. Дворучна суцільна пилка входить до складу табельного шанцевого інструменту армійських підрозділів.
- Дворучна пилка лучкова має вигляд вузького сталевого полотна, натягнутого на дерев'яну раму з двома ручками.
- Дворучна пилка подовжня — інструмент, який широко уживався у старовину для подовжнього розпиляння колод на дошки. Являє собою довге сталеве полотно з косими зубцями і двома ручками на кінцях Т-подібної форми. Розпилювана колода закріплюється у спеціальному станку (у деяких місцевостях України він був відомий як «тартак» або «трачка»). Один з пилярів («низовий») стоїть на землі, другий («верховий») на риштованні станку. Також може застосовуватись спосіб пиляння у канаві, показаний на фотографії ліворуч. Кожен з пилярів почергово тягне на себе пилку, яка розташовуєтся вертикально. Такий процес є дуже трудомістким, тому зараз замість подовжніх дворучних пилок частіше уживаються механізовані пилорами.